# Мшадля (Мазовецьке воєводство)
Мшадля (пол. Mszadla) — село в Польщі, у гміні Шидловець Шидловецького повіту Мазовецького воєводства.
Населення — 4 особи (2011).
У 1975-1998 роках село належало до Радомського воєводства.

## Демографія
Демографічна структура станом на 31 березня 2011 року:
|          | Загалом | Допрацездатний вік | Працездатний вік | Постпрацездатний вік |
| -------- | ------- | ------------------ | ---------------- | -------------------- |
| Чоловіки | 3       | 0                  | 1                | 2                    |
| Жінки    | 1       | 0                  | 0                | 1                    |
| Разом    | 4       | 0                  | 1                | 3                    |